# Dekanat Wodzisław Śląski
Dekanat Wodzisław Śląski również (dekanat wodzisławski) – jeden z 37 dekanatów katolickich w archidiecezji katowickiej, powołany w XVI w. Obecnie w jego skład wchodzą następujące parafie:
- Parafia Wniebowzięcia Najświętszej Maryi Panny w Wodzisławiu Śląskim (Stare Miasto) (fara)
- Parafia Matki Bożej Wszechpośredniczki Łask i św. Antoniego z Padwy w Wodzisławiu Śląskim (Jedłownik)
- Parafia św. Stanisława biskupa i męczennika w Marklowicach
- Parafia św. Marii Magdaleny w Wodzisławiu Śląskim (Radlin Dolny)
- Parafia Matki Bożej Częstochowskiej w Wodzisławiu Śląskim (Wilchwy)
- Parafia Podwyższenia Krzyża Świętego w Wodzisławiu Śląskim (Stare Miasto)
- Parafia św. Herberta w Wodzisławiu Śląskim (Trzy Wzgórza/Nowe Miasto)
- Parafia Narodzenia Najświętszej Maryi Panny w Marklowicach (Chałupki)
- Parafia św. Izydora w Wodzisławiu Śląskim (Radlin Górny)
- Parafia Ducha Świętego w Wodzisławiu Śląskim (Stare Miasto)
- Parafia św. Wawrzyńca w Wodzisławiu Śląskim (Wilchwy)

## Historia
Archiprezbiterat (odpowiednik dekanatu w dawnej diecezji wrocławskiej) w Wodzisławiu powstał w 1592 i jako pierwszy nowy powiększył liczbę najstarszych dwunastu na jakie w średniowieczu dzielił się archidiakonat opolski diecezji wrocławskiej. Początkowo składało się nań 14 parafii. Wizytacja kościelna przeprowadzona w 1652 sporządziła sprawozdania z odwiedzin parafii w Wodzisławiu (z filiami w Radlinie i Marklowicach), Jedłowniku, Pszowie, Rydułtowach, Połomi (z filią w Świerklanach), Jastrzębiu, Ruptawie (z filią w Moszczenicy), Mszanie (z filią w Łaziskach), Skrzyszowie (z filią w Godowie).
W 1654 podporządkowany został komisariatowi kościelnemu w Cieszynie.
Po podziale Górnego Śląska w 1922 r. oddzielony od diecezji wrocławskiej, w 1925 r. wraz z 12 innymi dekanatami współtworzył nową diecezję katowicką.
W 1970 z części dekanatu wodzisławskiego wydzielono Dekanat Gorzyce Śląskie.